# 셰이크 은도예
셰이크 티디앙 은도예(프랑스어: Chiek Tidiane N'Doye, 1986년 3월 29일 ~ )는 샹피오나 나시오날 클럽 레드 스타에서 미드필더로 활약하는 세네갈의 프로 축구 선수이다. 그는 2014년과 2019년 사이에 세네갈 국가대표팀에서 두 번 득점하며 30경기에 출전했다.

## 구단 경력
세네갈 뤼피스크에서 태어난 은도예는 에피날에서 뛰기 위해 프랑스로 이동하기 전에 야카르에서 경력을 시작했다. 그곳에서 보낸 후, 그는 크레테유와 앙제에서 뛰었다.
그는 2016-17 시즌에 앙제의 주장을 맡았는데, 파리 생제르맹에게 1-0으로 패하며 쿠프 드 프랑스 결승전에 진출했다.
2017년 7월 14일, 은도예는 잉글랜드의 버밍엄 시티와 2년 계약을 맺었고, 자유이적으로 이적했다. 그는 2017-18 시즌 개막 경기에 선발 출전했는데, 버밍엄은 입스위치 타운과의 경기에서 1-0으로 패했고, 그의 팀이 챔피언십에서 간신히 강등을 피하면서 37번의 리그 경기에 출전했다. 은도예는 버밍엄의 2018-19 시즌 첫 두 경기에 출전했지만, 파이낸셜 페어플레이 규정을 준수하기 위해 지출을 줄여야 한다는 압박을 받으면서, 그는 그의 이전 클럽인 앙제로 시즌 임대로 복귀할 수 있었다. 그는 2019년 6월 계약이 만료되었을 때 버밍엄에 의해 방출되었다.
2020년 10월 6일, 클럽 없이 1년이 넘는 시간을 보낸 후, 은도예는 프랑스로 돌아와 샹피오나 나시오날 클럽 레드 스타와 1년 계약을 맺었다.

## 국가대표팀 경력
은도예는 2014년 세네갈 국가대표팀으로 합류해 데뷔했다. 그는 러시아의 2018년 FIFA 월드컵 세네갈 23인 선수단의 일원이었다. 2019년 4월, 그는 전방십자인대부상을 입어 2019년 아프리카 네이션스컵에 불참했다.

## 사생활
은도예는 세네갈 국적과 프랑스 국적을 모두 가지고 있다.